# مسجد نشر
مسجد نشر مربوط به دوره قاجار است و در شهرستان همدان، بخش مرکزی، روستای نشر واقع شده و این اثر در تاریخ ۱۹ اسفند ۱۳۸۰ با شمارهٔ ثبت ۴۸۹۱ به‌عنوان یکی از آثار ملی ایران به ثبت رسیده‌است.